# Горки (Губаницьке сільське поселення)
Горки (рос. Горки) — присілок у Волосовському районі Ленінградської області Російської Федерації.
Населення становить 53 особи. Належить до муніципального утворення Клопицьке сільське поселення.

## Історія
Від 1 серпня 1927 року належить до Ленінградської області.